# František Knapík
Ing. František Knapík (* 17 octobre 1956, Ľubotín) est un homme politique slovaque au niveau local et régional. Il était maire de Košice de 2006 à 2010. Richard Raši lui a succédé en 2010. 
František Knapík est membre du parti KDH. Il est marié et a deux enfants. Il vit à Košická Nová Ves.

## Formation
- 1962-1971  École primaire de Ľubotín
- 1971-1975  Gymnasium lycée de Sabinov
- 1975-1980  École supérieure du bois et de la forêt (sk) - faculté des sciences et technologies du bois (d)

## Carrière professionnelle
- 1980-1981  Lesoprojekt Košice, assistant technique
- 1981-1996  Východoslovenské lesy, Direction, Košice
- 1996-2003  Maire du quartier de Košická Nová Ves
- 2003-2006  Adjoint au maire de la ville de Košice
- 2006-2010  Maire de la ville de Košice